# Burgena arruana
Burgena arruana là một loài bướm đêm trong họ Noctuidae.